# Interleptomesochra attenuata
Interleptomesochra attenuata är en kräftdjursart som först beskrevs av A. Scott.  Interleptomesochra attenuata ingår i släktet Interleptomesochra och familjen Ameiridae. Arten är reproducerande i Sverige. Inga underarter finns listade i Catalogue of Life.